# Roleo

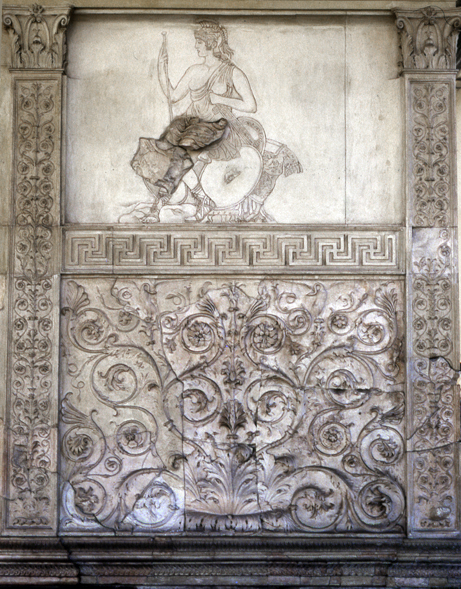
Decoración de roleos en el Ara Pacis de la época de Augusto. Roma.

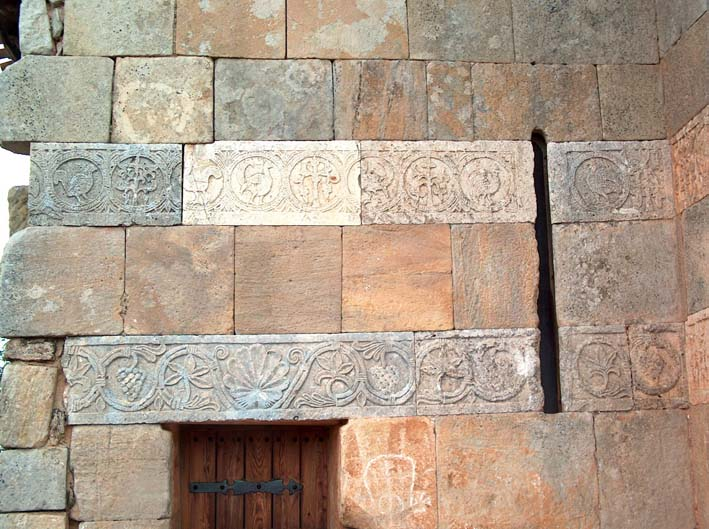
Frisos con roleos en la Ermita hispanovisigoda de Santa María de Quintanilla de las Viñas en Castilla y León, España.

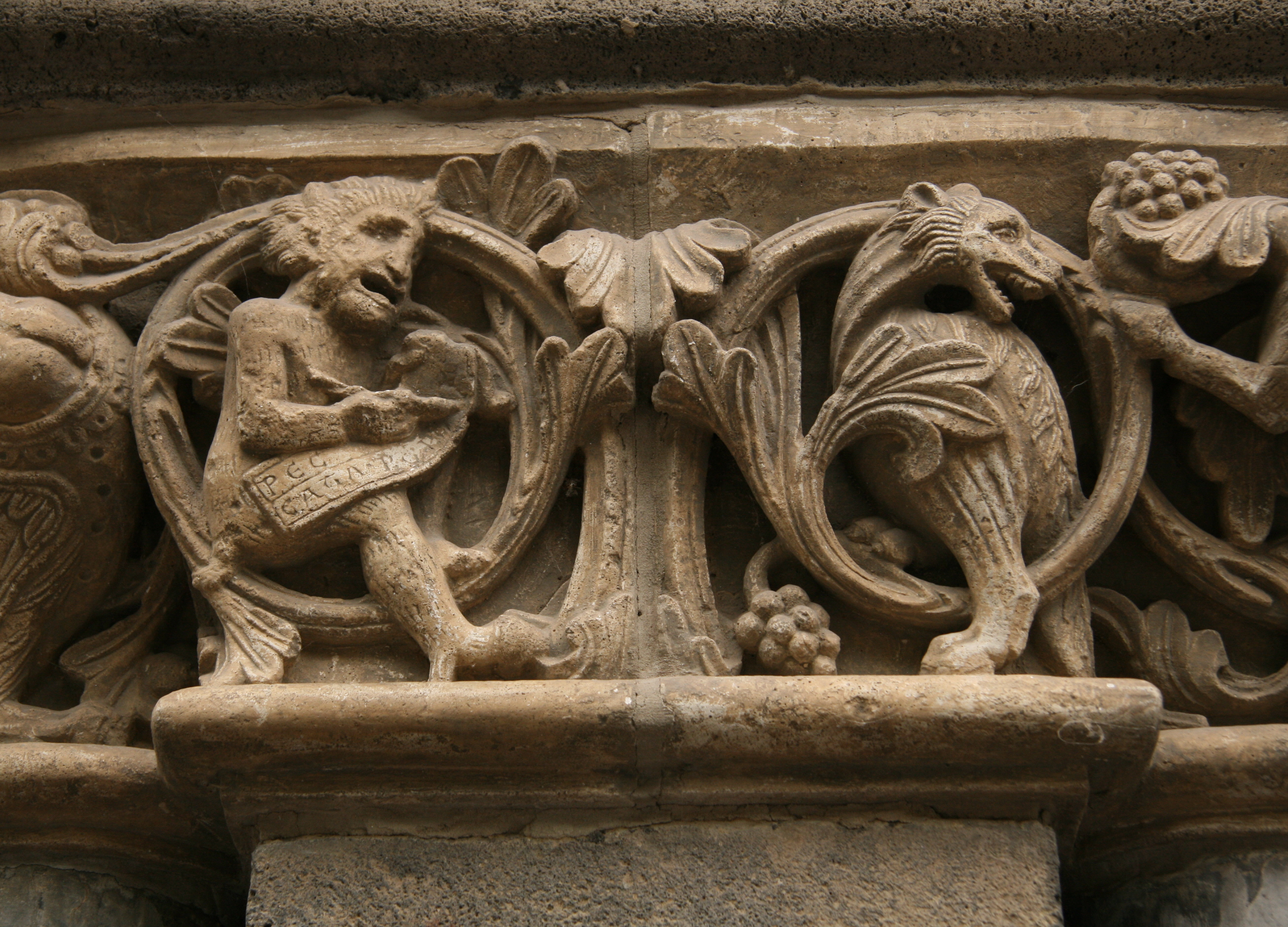
Abadía de Maria Laach, Alemania. Roleos con el diablo apuntando los pecados de los visitantes.

El roleo es un elemento decorativo realizado mediante elementos enrollados que se puede disponer, pintados o esculpidos, en capiteles, dinteles, lienzos exteriores de los muros, recubrimientos de monumentos o en manuscritos iluminados, conteniendo fundamentalmente motivos vegetales y, a veces, animales o figuras.
Los roleos aparecieron en la arquitectura antigua, en la decoración de techumbres en la Antigua Grecia y sobre todo en frisos, durante la época imperial romana, como reflejo de los frutos de la civilización. También se encuentran roleos en la decoración de la cerámica andaluza de pueblos iberos como los turdetanos y los bastetanos.
En el mundo occidental europeo no dejó nunca de utilizarse. Se empleó ampliamente durante el arte visigodo y, 
sirvió para decorar frisos y capiteles de las estructuras románicas o dinteles, paneles o frisos de edificios renacentistas, donde también aparecen pequeños animales o cabezas humanas. Posteriormente, se puede decir que fue una de las características decorativas del arte plateresco.
El roleo experimentó un retorno a su forma más simple del estilo clásico en el siglo XVII, y en el XVIII se aplicó con mayor libertad, sin una repetición estricta de formas iguales.